# 圣西门公爵
圣西门公爵（法語：duc de Saint-Simon）是一个法国贵族头衔，于1635年授予克劳德·德·鲁弗鲁瓦，该头衔以鲁弗鲁瓦家族在埃纳的领地圣西蒙命名。
圣西门公国于1693年由父传子，第二个也是最后的圣西门公爵是路易·德·鲁弗鲁瓦，是欧洲历史上最伟大的回忆录作家之一。
路易公爵的两个儿子都先于他去世，使圣西门公国绝嗣，于1755年灭绝。但是，公爵路易在西班牙任大使时被授予过公国，可以通过女性后代继承，他的后裔一直沿用这一头衔直到19世纪。

## 公爵列表
| 获得   | 失去   | 圣西门公爵         | 生年   | 卒年   |
| ------ | ------ | ------------------ | ------ | ------ |
| 1635年 | 1693年 | 克劳德·德·鲁弗鲁瓦 | 1607年 | 1693年 |
| 1693年 | 1755年 | 路易·德·鲁弗鲁瓦   | 1675年 | 1755年 |